# 天主教波熱加教區
天主教波熱加教區（拉丁語：Dioecesis Posegana）是羅馬天主教以克羅地亞斯拉沃尼亞波熱加為中心的一個教區，屬賈科沃-奧西耶克總教區。成立於1997年7月5日。
2006年有教友286,796人，佔轄區總人口90.0%。教區下轄一百零五個堂區，有一百一十六名司鐸。現任教區主教為安東·什科爾切維奇。